# 托利马花顶蜂鸟
托利马花顶蜂鸟（学名：Anthocephala berlepschi），是雨燕目蜂鸟科的一种鸟类，曾被视为花顶蜂鸟的亚种。
托利马花顶蜂鸟体重约3.9克，翼长约51.4毫米，嘴峰长约19.2毫米，喙宽度约1.3毫米，喙厚度约1.3毫米，跗蹠长约4.4毫米，尾长约32.6毫米。托利马花顶蜂鸟在其分布区内为留鸟，其栖息在密集的高大树木组成的森林中，食性为草食性，主要食物来源是植物的花蜜。
托利马花顶蜂鸟分布于哥伦比亚的安第斯山脉东坡一带，在托利马省和威拉省北部。该物种是单型物种，没有亚种分化。